# 森インターチェンジ
森インターチェンジ（もりインターチェンジ）は、北海道茅部郡森町字森川町にある道央自動車道のインターチェンジである。

## 歴史
- 2006年（平成18年）1月26日：落部IC - 森IC間の工事に先立ち発掘調査を行って見つかった「鷲ノ木遺跡」が国の史跡に指定された[1][2]。
- 2011年（平成23年）11月26日：落部IC - 森IC間が開通[3][4]。
- 2012年（平成24年）11月10日：森IC - 大沼公園IC間が開通[5]。
- 2018年（平成30年）12月 : IC番号を「19」から「7」に変更[注 1]。

## 周辺
- 森町消防本部
- 道の駅YOU・遊・もり
- オニウシ公園

## 接続する道路
- 直接接続
  - 北海道道1156号森インター線

- 間接接続
  - 国道5号
  - 国道278号

## 料金所
- ブース数：4

### 入口
- ブース数：2
  - ETC専用：1
  - 一般：1

### 出口
- ブース数：2
  - ETC専用：1
  - 一般：1

## 隣
E5 道央自動車道
(6)大沼公園IC/TB - (7)森IC - (8)落部IC